# Hyundai Excel
Hyundai Excel – samochód osobowy klasy kompaktowej, a następnie klasy subkompaktowej produkowany pod południowokoreańską marką Hyundai w latach 1985 – 1995 na rynkach globalnych oraz w latach 1985 – 2000 w Australii.

## Pierwsza generacja

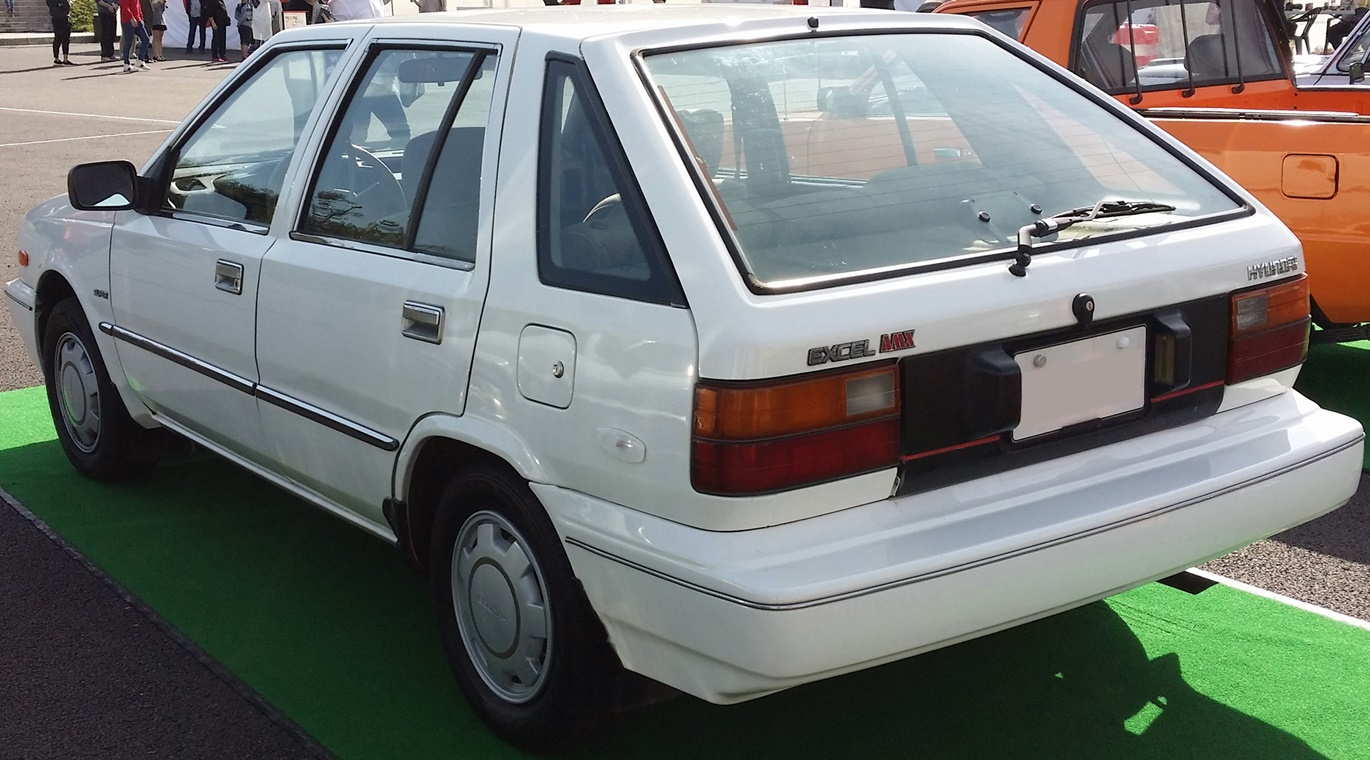
Hyundai Excel - tył

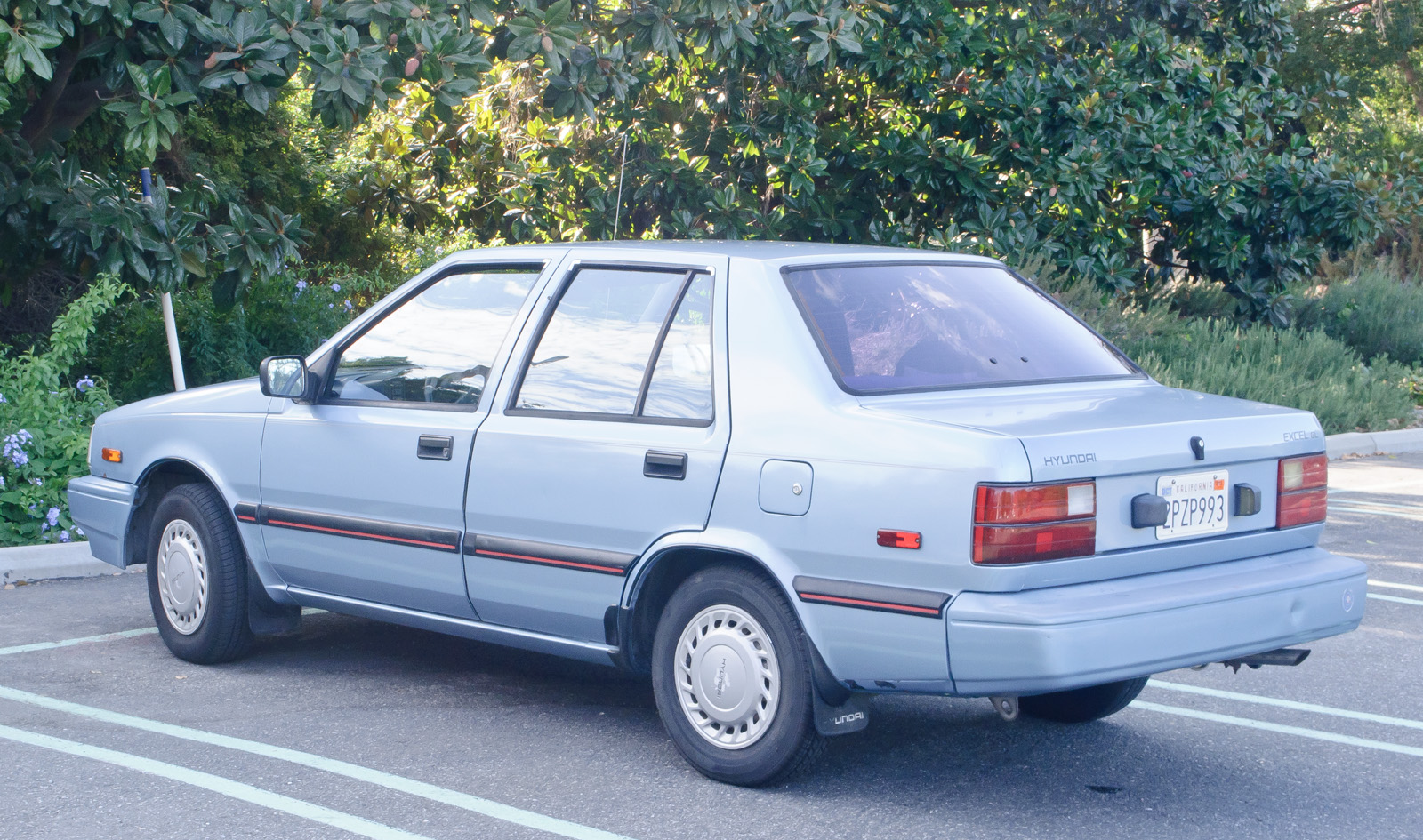
Hyundai Excel III Sedan

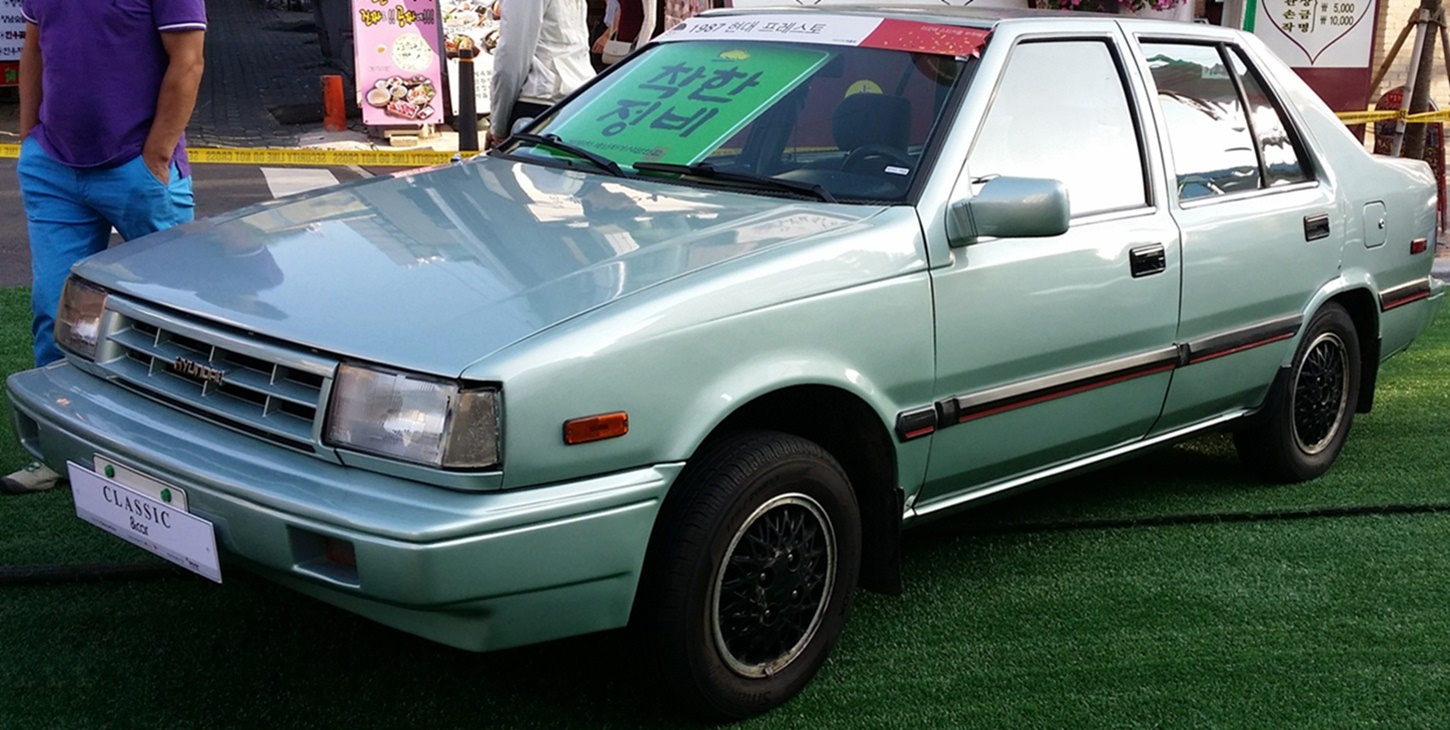
Hyundai Presto

Hyundai Excel I został zaprezentowany po raz pierwszy w 1985 rok.
Model Excel został skonstruowany przez Hyundaia jako nowy przednionapędowy kompaktowy model mający zastąpić archaicznego, tylnonapędowego Pony. Samochód charakteryzował się kanciastą sylwetką z wyraźnie zaznaczonymi krawędziami nadwozia, a na globalnych rynkach producent pozycjonował go jako budżetową alternatywę dla innych tanich samochodów kompaktowych.

### Presto
Wyłącznie na wewnętrznym rynku południowokoreańskim Hyundai oferował topową odmianę pod nazwą Hyundai Presto, która była oparta na wariancie sedan.

### Sprzedaż
Hyundai Excel pierwszej generacji był jednocześnie pierwszym samochodem Hyundaia, który trafił do sprzedaży także w Stanach Zjednoczonych.
Z ceną $4,995 za podstawowy egzemplarz Excel był jednym z najtańszych nowych samochodów osobowych oferowanych wówczas w tym kraju, odnosząc duży sukces rynkowy - przez pierwsze 8 miesięcy sprzedaży, od lutego do października 1986 roku, Hyundaia sprzedał 100 tysięcy sztuk swojego taniego kompaktowego modelu.
Poza rynkiem amerykańskim, Hyundai sprzedawał także Excela pod tą nazwą w rodzimej Korei Południowej, a także na rynkach azjatyckich, a także w Australii i Nowej Zelandii. W Europie z kolei pojazd zachował nazwę poprzednika - Hyundai Pony.

### Silniki
- L4 1.3l
- L4 1.5l

## Druga generacja

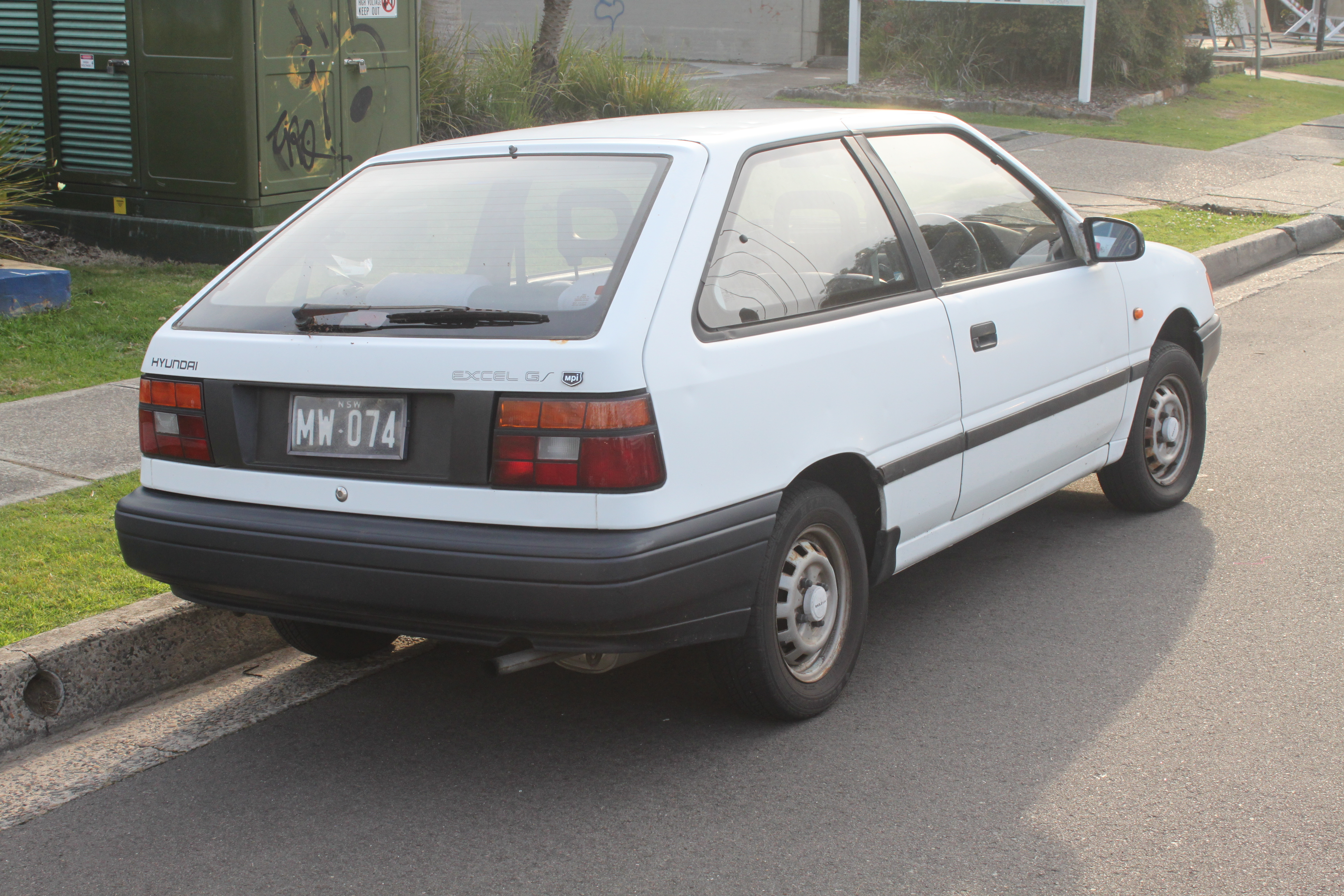
Hyundai Excel II - tył

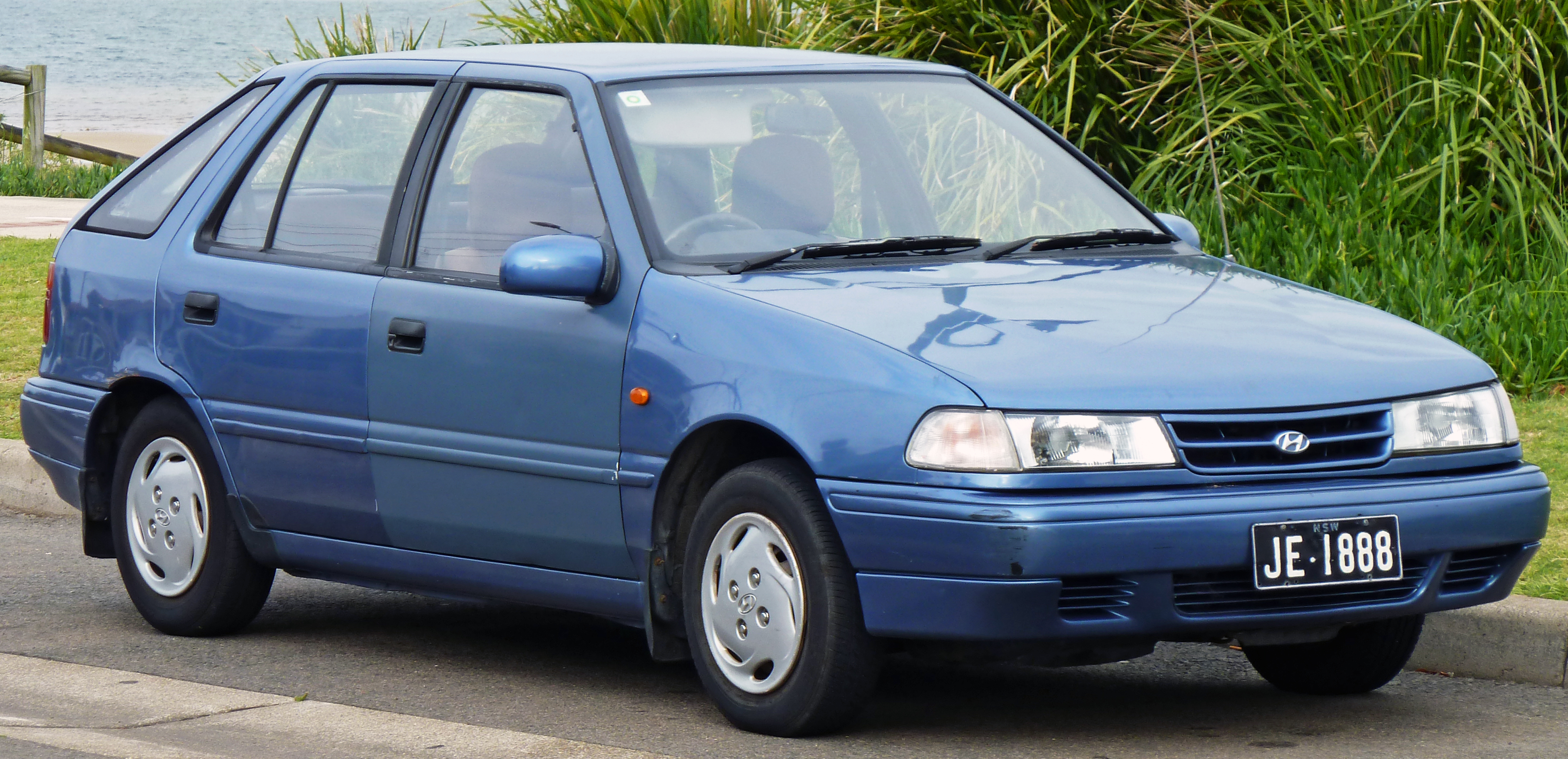
Hyundai Excel II po liftingu

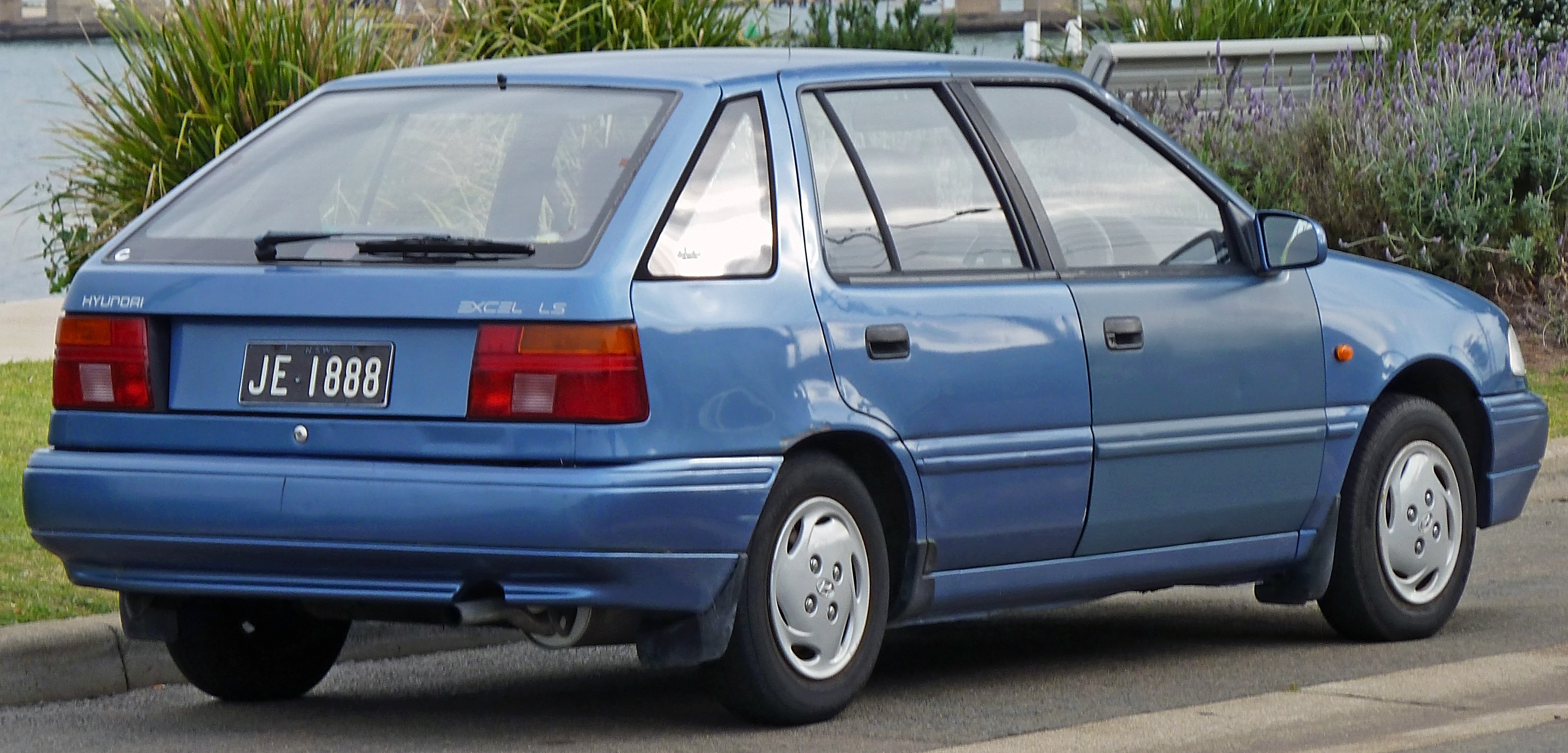
Hyundai Excel II - tył po liftingu

Hyundai Excel II został zaprezentowany po raz pierwszy w 1989 roku.
Druga generacja Excela nie była de facto zupełnie nowym modelem, lecz głęboko zmodyfikowanym poprzednikiem. W stosunku do niego nadwozie przy takich samych proporcjach zyskało bardziej zaokrągloną sylwetkę nadwozia. Reflektory stały się bardziej agresywnie zarysowane, z kolei tylne lampy odtąd zachodziły na błotniki.
Podobnie jak w przypadku pierwszego wcielenia, druga generacja Hyundaia Excela oferowana była zarówno jako 3 i 5-drzwiowy hatchback, a także 4-drzwiowy sedan.

### Lifting
W 1991 roku Hyundai zdecydował się gruntownie zmodernizować Excela drugiej generacji, nadając bardziej agresywny wygląd przedniej części nadwozia. Lampy stały się dłuższe, a przedni wlot powietrza stał się węższy. Zmodyfikowano też układ tylnych lamp.

### Sprzedaż
Podobnie jak poprzednik, Excel drugiej generacji był oferowany także pod tą nazwą w rodzimej Korei Południowej, Stanach Zjednoczonych i Kanadzie, a także w Nowej Zelandii i Australii. Na rynku europejskim pojazd z kolei dalej kontynuował linię modelową Pony.

### Silniki
- L4 1.3l
- L4 1.5l

## Trzecia generacja

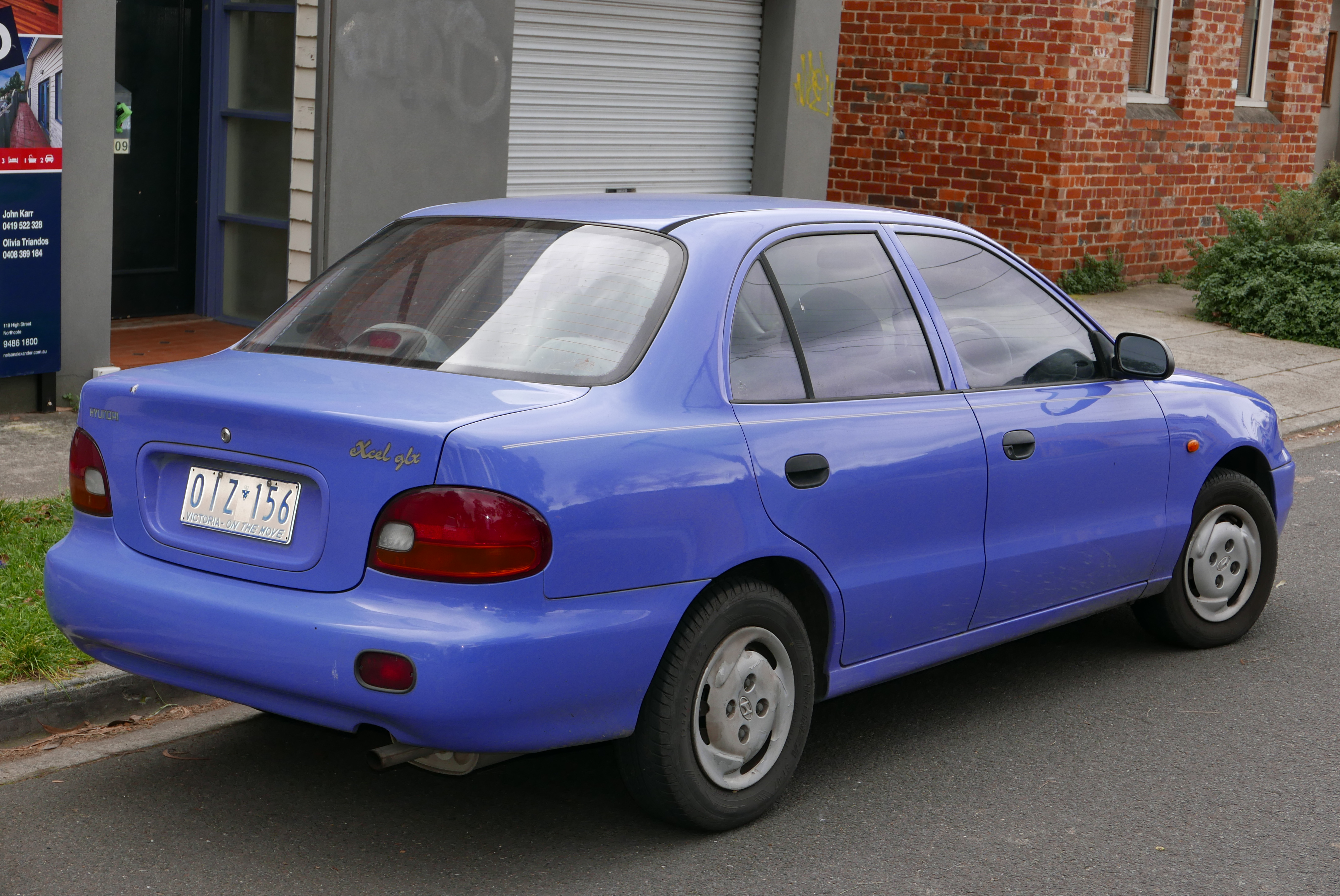
Hyundai Excel III - tył

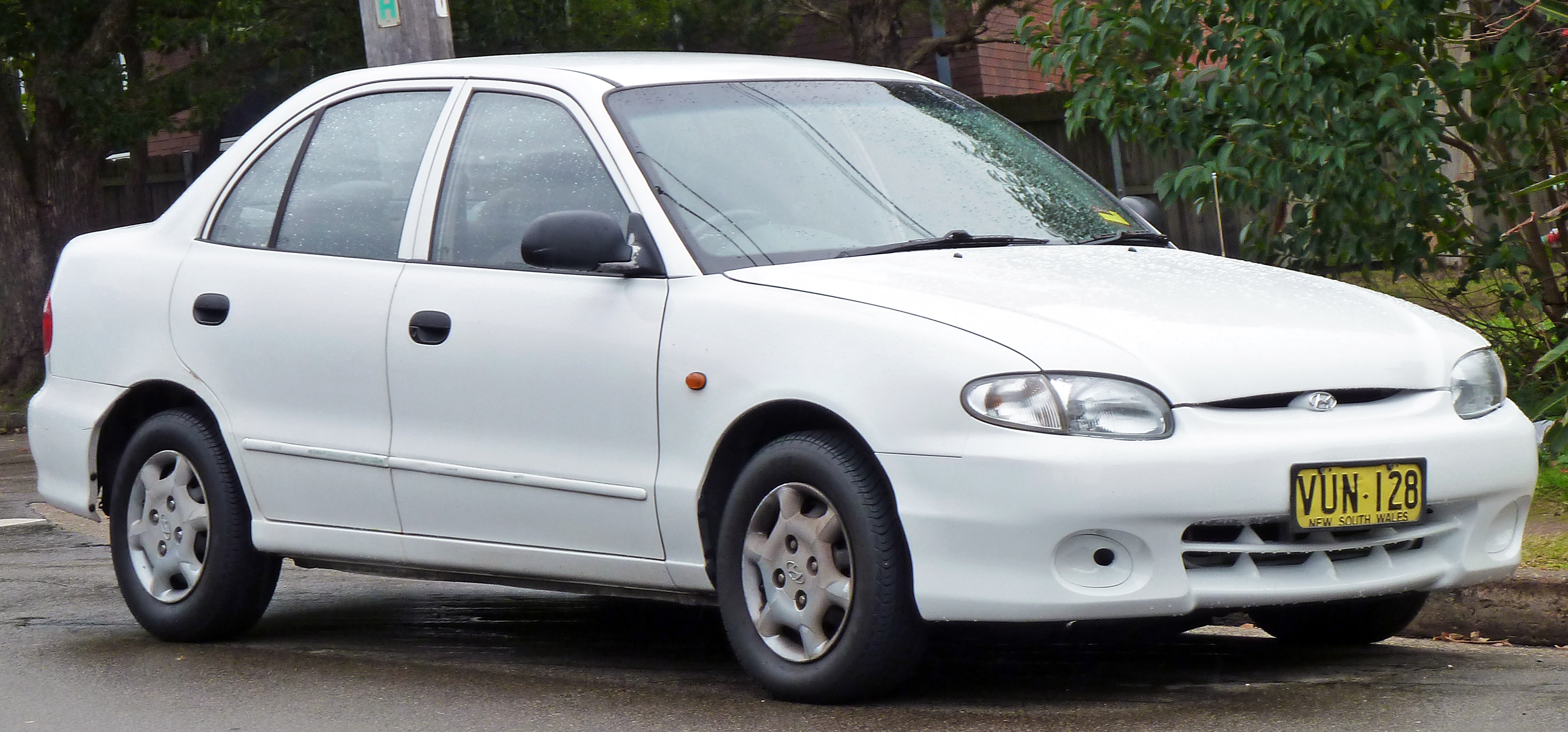
Hyundai Excel III po liftingu

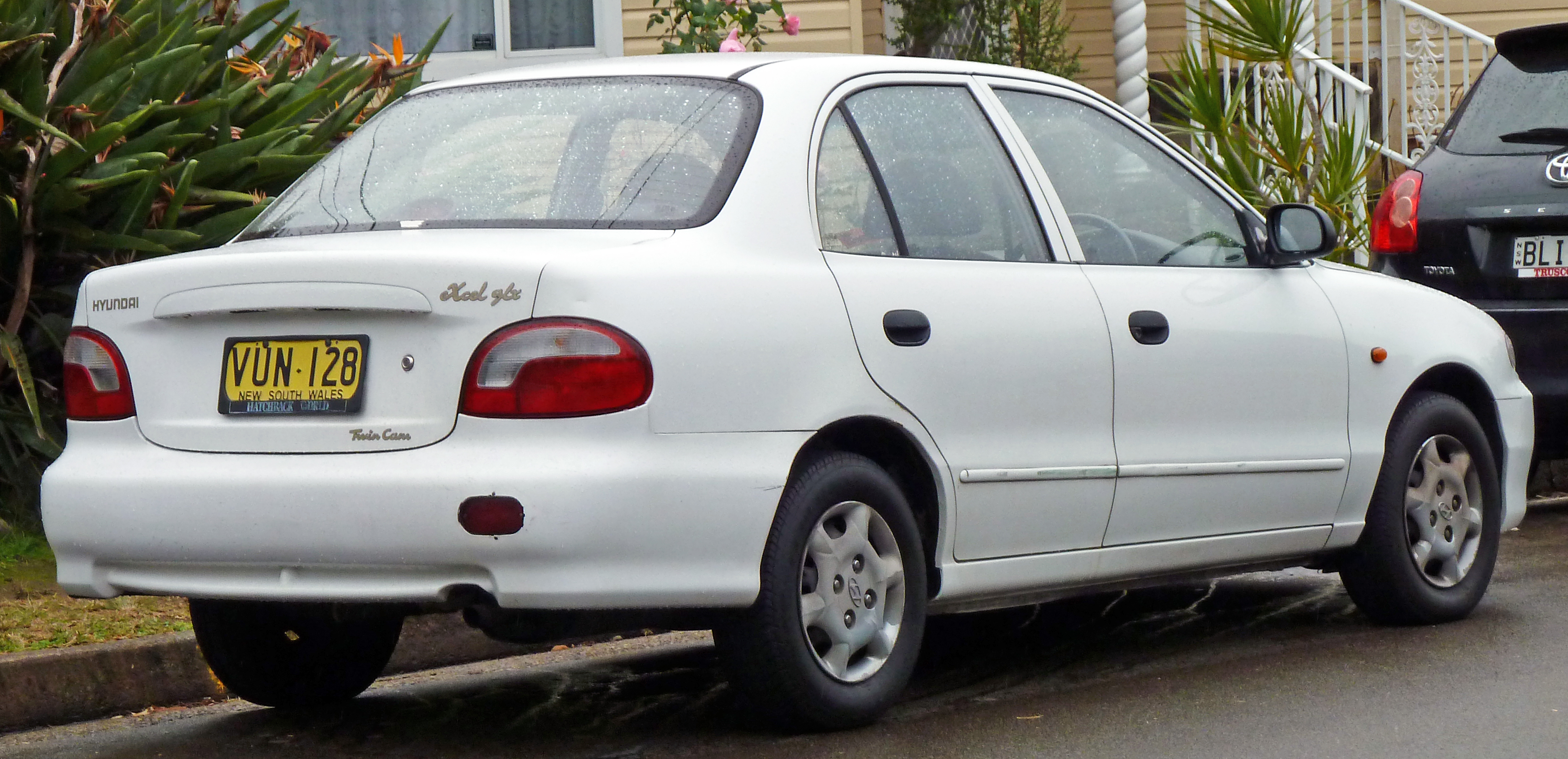
Hyundai Excel III - tył po liftingu

Hyundai Excel III został zaprezentowany po raz pierwszy w 1994 roku.
W czasie, gdy na rynkach globalnych Excel/Pony został zastąpiony nowymi modelami Accent i Elantra, na rynku australijskim zdecydowano się zachować nazwę Excel dla mniejszego z nich, prezentując tym samym trzecią generację tej linii modelowej.
W porównaniu do poprzednika, trzecia generacja australijskiego Hyundaia Excela stała się mniejsza, a także przyjęła nowocześniejsze, zaokrąglone proporcje nadwozia. Samochó oferowany był tym razem jedynie w trójbryłowej formie nadwozia, jako 3 lub 5-drzwiowy liftback oraz 4-drzwiowy sedan.

### Lifting
Podobnie jak na rynkach globalnych, także i w Australii Excel trzeciej generacji przeszedł w 1997 roku restylizację nadwozia. Z przodu pojawiły się mniejsze, bardziej owalne reflektory i przestylizowane zderzaki, z kolei z tyłu producent zamontował nowe, czerwono-białe wkłady lamp z nowym układem żarówek.

### Sprzedaż
Na rynkach globalnych trzecia generacja Excela była znana pod nową nazwą jako Hyundai Accent, włącznie z Europą oraz rodzimą Koreą Południową. 

### Silniki
- L4 1.3l 12V
- L4 1.5l 12V
- L4 1.5l 16V